# Otekpa Eneji
Otekpa Eneji (sinh ngày 5 tháng 2 năm 1989) là một cầu thủ bóng đá người Nigeria hiện tại thi đấu cho Kano Pillars F.C. ở Giải bóng đá ngoại hạng Nigeria.

## Sự nghiệp
Anh là một trong 5 cầu thủ của Pillars bị thương trong một vụ cướp có vũ trang khi câu lạc bộ đang đi về phía nam đá trận mở màn tại Nigeria Professional Football League 2015 trước Heartland FC.

## Sự nghiệp quốc tế
Anh lần đầu tiên được chọn vào đội tuyển quốc gia Nigeria trong trận giao hữu trước Hàn Quốc vào tháng 8 năm 2010, đá chính và thi đấu 81 phút.